# Tristessa
Tristessa (titre original : Tristessa) est un roman court écrit par l'écrivain américain Jack Kerouac alors qu'il était à Mexico et publié en 1960. Le roman, écrit de 1955 à 1956, est basé sur sa relation avec une prostituée mexicaine nommée « Tristessa », de son vrai nom Esperanza Villanueva.

## Éditions
- Tristessa, McGraw-Hill Companies, 1990  (ISBN 978-0-07-034239-2).
- Tristessa, traduit par Catherine David, Paris, Folio, 2013 [1982].
- Tristessa in Kerouac, Sur la route et autres romans, Paris, Gallimard, Coll. Quarto, 2003.